# Opposizione delle Chiese al nazismo

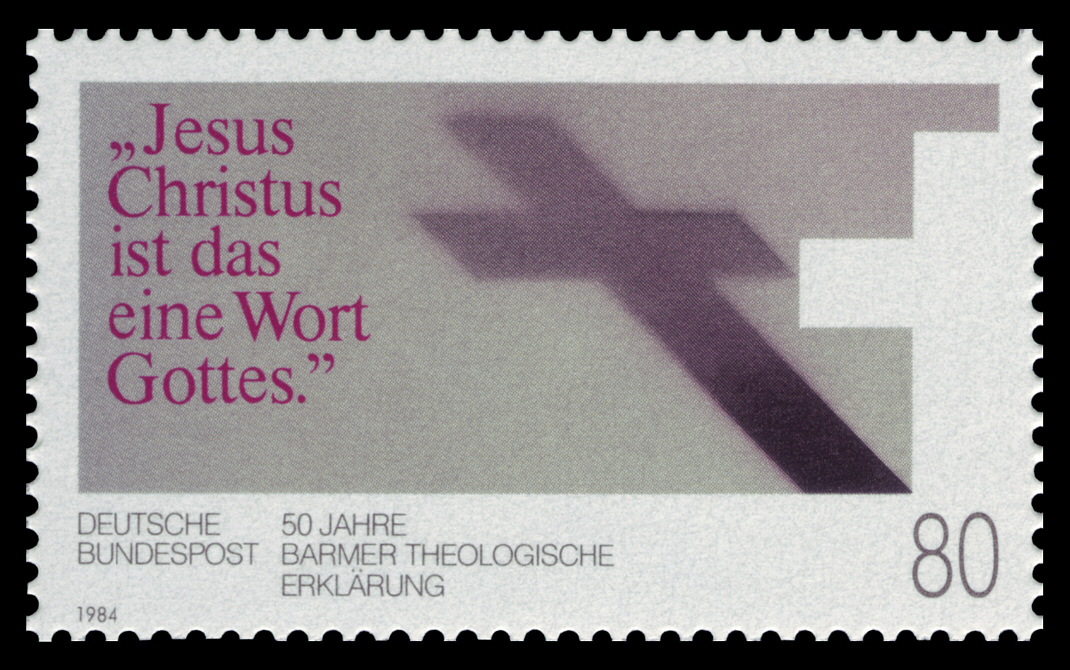
Francobollo commemorativo della dichiarazione di Barmen

L'opposizione delle Chiese al nazismo in Germania,  come le opposizioni da parte di altri soggetti, diretta all'abbattimento del regime nazista fu, per quanto riguarda l'efficacia, limitata e irrilevante, prettamente simbolica  ma di profonda importanza.

Gli ostacoli per lo sviluppo in Germania, di una fattiva opposizione al nazismo, fra il 1933 e il 1939, furono i successi del regime in politica interna, quelli in politica estera e la spietata opera di repressione nazista, di una durezza ed organicità eccezionali,.
(M. Salvadori, ibidem.)
La repressione, che assunse l'aspetto del terrore, decapitò drasticamente fin dall'inizio le opposizioni. L'opposizione, praticamente annientata, si manifestò con piccoli gruppi che diffondevano materiali clandestini e sabotavano l'industria bellica, oltre che con i contatti diretti con gli emigrati attraverso cui acquisivano e davano notizie.
Accanto a questi rari gruppi, composti prevalentemente da comunisti e socialdemocratici, vi era un'opposizione che potremmo chiamare di vertice composta cioè da borghesi, da alti gradi militari e da alti prelati cattolici e protestanti.
Nell'opposizione dei militari e dei civili prevalevano due considerazioni essenziali, che la politica economica nazista, diretta essenzialmente al riarmo, avrebbe portato la Germania alla rovina e che il nazismo avrebbe precipitato il paese in una nuova guerra mondiale, che avrebbe annientato il popolo tedesco, mentre l'opposizione delle Chiese Cattolica e Protestante era diretta contro non solo il regime e le sue forme di neopaganesimo o allo spirito antireligioso proprio della ideologia nazista, ma contro la visuale ideologica totalizzante che il regime voleva attuare sulla formazione culturale della popolazione
(Martin Bormann.)

## Chiesa cattolica
Nel 1930 l'arcidiocesi di Magonza proclamava pubblicamente che:
(http://www.lastampa.it/2009/10/02/blogs/san-pietro-e-dintorni/chiesa-tedesca-nazismo-e-scomuniche-ZxGHziDX9Yxbakma4Qp87M/pagina.html2)
La notizia l'11 ottobre dello stesso anno veniva pubblicata in evidenza sulla prima pagina dell'Osservatore Romano.
I vescovi cattolici tedeschi nell'agosto del 1932, durante i lavori della Conferenza episcopale tedesca, emanarono un documento ufficiale in cui si ribadiva in modo solenne l'interdizione dei cattolici a iscriversi al partito nazista, pena la scomunica e si metteva all`indice il Mein Kampf
Malgrado questi contrasti i nazisti, poco dopo la nomina di Hitler a cancelliere, firmarono, nel luglio 1933, il concordato con la Chiesa cattolica, con la speranza di tacitare e assicurare loro, la non ostilità dei politici e degli esponenti cattolici. La chiesa, da canto suo, pur non fidandosi del tutto dei nazisti, sperava così d'avere un punto preciso e chiaro con cui definire i rapporti tra stato e chiesa. Ben presto il regime violò le clausole e le più importanti associazioni e i giornali cattolici vennero fatti chiudere.I partiti cattolici come il Zentrum vennero sciolti, già nel Giugno del 1933, prima del concordato, con la promessa, non mantenuta, che la loro libertà d'azione, sotto altre forme, sarebbe stata garantita dal concordato stesso D'altronde, lo stesso führer aveva dichiarato:"Ciò (il "Reichskonkordat") non mi impedirà di sradicare totalmente il cristianesimo dalla Germania, di eliminarlo in maniera completa, radicale e definitiva. È una questione decisiva: o il nostro popolo ha una fede ebraico-cristiana, con la sua morale molle e compassionevole, oppure una forte ed eroica fede nel dio della natura, nel dio del proprio popolo, nel dio del proprio destino, nel dio del proprio sangue [...] Non è possibile essere cristiani e tedeschi insieme". L'opposizione al nazionalsocialismo da parte della chiesa cattolica in Germania venne riconosciuta anche da molti ebrei. Uno dei più famosi fu Albert Einstein che dichiarò in una famosa intervista alla rivista statunitense Time:
« Essendo amante della libertà, quando avvenne la rivoluzione in 
Germania, guardai con fiducia alle università… Ma le università vennero 
zittite. Allora guardai ai grandi editori dei quotidiani... Ma anche 
loro vennero ridotti al silenzio, soffocati nell'arco di poche 
settimane. Solo la Chiesa rimase ferma in piedi a sbarrare la strada 
alle campagne di Hitler per sopprimere la verità. Prima io non ho mai 
provato nessun interesse particolare per la Chiesa, ma ora provo nei 
suoi confronti grande affetto e ammirazione, perché la Chiesa da sola ha avuto il coraggio e l'ostinazione per sostenere la verità intellettuale
e la libertà morale… »
Questa affermazione che non fu mai smentita da Einstein pubblicamente è stata confermata anche dal famoso diplomatico ebreo Pincas Lapide che riporta un'altra espressione 
di Einstein simile a quella citata
Molti prelati, inoltre, presero posizioni pubbliche fortemente ostili al nazismo nel corso di tutti gli anni '30: grande rilevanza internazionale ebbe per esempio la dichiarazione del Cardinale George William Mundelein che definì Hitler "un pazzo imbianchino", dichiarazioni per le quali era stato elogiato da Papa Pio XI. Lo stesso Pio XII, durante la Seconda Guerra Mondiale, ebbe parte in un complotto progettato dalla Resistenza Tedesca avente l'obiettivo di spodestare Hitler. Anche le posizioni del vescovo di Münster Clemens August von Galen contro la soppressione delle "vite indegne di essere vissute" (cioè dei portatori di handicap) predisposto dal regime nazista, suscitarono l'ira dei capi nazisti, tanto che Martin Bormann chiese l'impiccagione di von Galen, ma Joseph Goebbels convinse Hitler ad attendere la vittoria finale per pareggiare i conti. Lo stesso Hitler ribadì il concetto affermando "Quando avrò risolto tutti gli altri miei problemi, farò i conti con la Chiesa. Allora essa vedrà i sorci verdi." Anche il vescovo Konrad von Preysing Lichtenegg Moos, come portavoce dell'episcopato germanico, denunciò pubblicamente le 
violazioni del Concordato del 1933 commesse da Hitler e le persecuzioni 
contro i sacerdoti e le associazioni cattoliche. Inoltre intervenne su 
questioni relative ai diritti umani anche al di là della comunità 
cattolica, in difesa degli ebrei, polemizzando col regime nazista. Non si contano poi i sacerdoti, i religiosi e le suore che subirono a causa della loro opposizione pubblica al regime restrizioni, persecuzioni giudiziarie, provvedimenti penali fino alla pena capitale.(più di un terzo del clero secolare e un quinto circa del clero regolare). Alcuni nomi fra i tanti: padre Bernhard Lichtenberg rettore della Cattedrale di Sant'Edvige, Jakob Gapp sacerdote marianista austriaco, ghigliottinato nel carcere di Plötzensee, Karl Leisner ordinato sacerdote a Dachau, Johannes Prassek, Hermann Lange ed Eduard Müller tre preti di Amburgo condannati a morte come da sentenza del Tribunale del Popolo nazionalsocialista, per “disfattismo, malizia, favoreggiamento del nemico e ascolto di trasmissioni ostili”...

Il contrasto fra Chiesa cattolica e regime nazista andò intensificandosi nel 1937, fino a che il 14 marzo un'Enciclica di Pio XI,
 la Mit brennender Sorge, ossia Con lacerante preoccupazione, espresse non solo l'impossibilità di rapporti normali ma condannava la dottrina nazionalsocialista come fondamentalmente anticristiana e pagana:
(§ 2)
Tuttavia, c'erano anche sacerdoti nella Chiesa cattolica che si opponevano attivamente. Uno dei più importanti gruppi di resistenza della seconda guerra mondiale è stato quello del sacerdote austriaco Heinrich Maier. Il gruppo voleva accorciare attivamente la guerra e Maier informò gli alleati sulle fabbriche tedesche di V-1, V-2, carri armati Tiger, Me-109 e altri velivoli, oltre a prodotti importanti per lo sforzo bellico come acciaio, palla cuscinetti e carburante. Da un lato per dirigere i bombardieri alleati su obiettivi efficaci e dall'altro per proteggere la popolazione civile. Molte informazioni erano fondamentali per l'operazione Hydra e l'operazione Crossbow, entrambe importanti per l'operazione Overlord. Il gruppo di resistenza era in contatto con i combattenti della resistenza italiana tramite Walter Caldonazzi e le informazioni sull'omicidio di massa degli ebrei potevano essere comunicate molto rapidamente agli alleati attraverso Franz Josef Messner. Heinrich Maier e il suo gruppo sono stati smascherati e la maggior parte dei membri sono stati gravemente torturati dalla Gestapo, sono stati portati al campo di concentramento e giustiziati.
Durante i dodici anni di vita del Terzo Reich, la Chiesa a causa della sua azione di contrasto al regime dovette subire restrizioni e vessazioni perché giudicata ostile dal governo 
nazista. Durante il processo di Norimberga uno dei capi d'accusa 
imputati al leader nazisti era la persecuzione religiosa in ritorsione all'opposizione della chiesa cattolica. L'accusa 
dichiarò infatti: «Essi (I cospiratori nazisti) hanno dichiarato il loro obiettivo di eliminare le chiese cristiane in Germania ed hanno perciò cercato di sostituirle con le istituzioni e le credenze naziste; 
in ordine di ciò hanno perseguito un programma di persecuzione di 
sacerdoti, chierici e membri di ordini monastici che essi ritenevano 
opporsi ai loro intenti, ed hanno confiscato le proprietà della chiesa».Le conseguenze della non collaborazione di gran parte dell'istituzione ecclesiastica cattolica furono pesanti:più di un terzo del clero secolare e un quinto circa del clero regolare, ossia più di 8000 sacerdoti furono sottoposti a misure coercitive 
(arresti illegali, prigione, campi rieducativi...), 110 morirono nei 
campi di concentramento,59 furono giustiziati, assassinati o perirono in 
seguito ai maltrattamenti ricevuti. Dal conteggio sono ovviamente esclusi i laici vicino alla Chiesa e i 
dati riportati si riferiscono alla sola  Germania e non a tutti i 
territori occupati, dove la persecuzione contro la chiesa, vista come oppositrice del nazismo, fu ancora più 
tragica. Un esempio tragico: Hitler dopo aver invaso la 
cattolica Polonia usó verso la chiesa gli stessi metodi 
usati in patria: abolizione dell'ora di religione ed espulsione dei preti dalle scuole; chiusura delle associazioni cattoliche e della stampa 
cattolica; persecuzione verso il clero e simpatizzanti, chiusura e 
distruzione di chiese e monasteri vari, ecc. Alla fine della 
guerra in Polonia il Fuhrer lascerà come ricordo perenne 
della sua anticattolicità 4 vescovi, 1996 sacerdoti,113 chierici,238 religiose ammazzati..un totale di 3642 sacerdoti,389 chierici,341 conversi e 1117 suore deportati..cifre altrettanto significative si riscontrano in tutti i paesi occupati.
Anche il movimento della Rosa Bianca era in qualche modo legato alla chiesa cattolica essendosi formato seguendo le tesi del Quickborn (Sorgente di vita), un movimento cattolico guidato dal sacerdote d'origine italiana Romano Guardini ed era stata influenzato oltre che dal parroco di Söflingen (un quartiere di Ulm in cui era presente una forte resistenza cattolica al nazismo) Franz Weiss anche da Carl Muth e Theodor Haecker, due intellettuali cattolici anti-nazisti, il cui pensiero influenzerà molto le scelte di resistenza pacifica del gruppo.

## Chiese protestanti
Hitler nel suo progetto di germanizzazione, sperava di unire le varie chiese protestanti sotto un'unica chiesa nazionale tedesca legata al regime (sul modello anglicano, il cui capo è il regnante).I primi anni furono fatti diversi tentativi in questo senso ed alcuni sacerdoti aderirono a questa idea sposando l'ideologia nazista. Voci autorevoli del clero protestante, accortisi della vera natura del regime, abbandonarono presto questa linea facendo tramontare l'idea nazista di una chiesa tedesca nazistifcata.
Questa situazione creò però una dolorosa divisione tra le Chiese protestanti. Di fronte all'allineamento della maggioranza delle Chiese protestanti nei confronti del regime nazista, una minoranza costituì quella Chiesa Confessante che guidò l'opposizione alla nazificazione religiosa.

L'opposizione, compresa quella religiosa, fu solo 
()
Solo l'esito della II guerra mondiale spezzò il totalitarismo nazista e con esso la Germania come stato unitario.

### Fonti primarie
- David Kertzer, Un papa in guerra. La storia segreta di Mussolini, Hitler e Pio XII, Milano, Garzanti editore, 2022, ISBN 978-88-1100-384-7.
- Nechama Tec, Albert Friedlander, Carol Rittner, Stephen Smith, Irena Steinfeldt, Victoria Barnett, Cristine King, Michael Barembaum, Yitzhk Arad e altri storici, The Holocaust and the Christian World: Reflections on the Past, Challenges for the Future - su progetto Yad Vashem e Beth Shalom Holocaust Memorial Center, Mahwah, Paulist Press, 2019, ISBN 978-08-091-5364-0.
- John S. Conway, The Nazi persecution of the Churches 1933 - 1945, Toronto, Ryerson Press, 1968, ISBN 978-15-7383-080-5.
- Raul Hilberg, La distruzione degli Ebrei d'Europa, Torino, Giulio Einaudi Editore, 1995, ISBN 88-06-15191-6.
- Saul Friedländer, Gli anni dello sterminio. La Germania nazista e gli ebrei (1939-1945), Milano, Garzanti, 2009, ISBN 978-88-11-68054-3.
- Georges Bensoussan, La Shoah in 100 tappe - Lo sterminio degli ebrei d'Europa, 1939-1945, Gorizia, Leg edizioni, 2016, ISBN 978-88-6102-267-6.
- Andrea Leonardi, Paolo Pombeni, L'età contemporanea. Il Novecento. Bologna, il Mulino, 2005. ISBN 88-15-10905-6.
- Massimo L. Salvadori, Storia dell'età contemporanea. Torino, Loescher, 1990. ISBN 88-201-2434-3.
- Pasquale Villani, L'età contemporanea. Bologna, Il Mulino, 1995. ISBN 88-15-02704-1.

### Approfondimenti
- Hannah Arendt, Le origini del totalitarismo. Edizioni di Comunità, 1967. ISBN 88-245-0443-4.
- Alberto Caracciolo, Alle origini della storia contemporanea, 1700-1870. Bologna, Il mulino, 1989. ISBN 88-15-02097-7.
- Enzo Collotti, Nazismo e società tedesca, 1933-1945. Loescher, 1982. ISBN 88-201-2328-2.
- Klaus Hildebrand, Il terzo Reich. Laterza, 1983. ISBN 88-420-2246-2.
- Timothy W. Mason, La politica sociale del Terzo Reich. Paravia, 2006. ISBN 88-424-9880-7.
- George L. Mosse, Le origini culturali del Terzo Reich. Il Saggiatore, 1998. ISBN 88-428-0630-7.
- Franz Neumann, Behemoth. Struttura e pratica del nazionalsocialismo. Paravia, 2007. ISBN 88-424-2091-3.
- A. Riccardi, “Il secolo del martirio”, Milano 2000.ISBN 88-04-47687-7.
- Documentario Rai- La Grande Storia: " La Croce e la Svastica" http://www.rai.tv/dl/RaiTV/programmi/media/ContentItem-37bd8845-fd8e-452c-8cfc-a6e2109f9ea3.html Archiviato il 13 agosto 2012 in Internet Archive.